# ام-آدیو
ام-آدیو (انگلیسی: M-Audio) شرکت سخت‌افزار آمریکایی است، که در سال ۱۹۸۸ تأسیس شد.